# Parole, Inc.
Parole, Inc. è un film statunitense del 1948, diretto da Alfred Zeisler, con Michael O'Shea.

## Trama
Richard Hendricks è un agente dell’FBI incaricato di indagare in segreto sulla commissione incaricata della liberazione dei detenuti ”sulla parola”, sulla cui onestà sono sorti dubbi.
Uno dei rilasciati è Herry Palmer, che, scarcerato, raggiunge la moglie Glenda nel locale in cui lavora, di proprietà di Jojo Dumont, coinvolta nella banda di corruttori. Hendricks finge di voler comprare la liberazione di tal Monty Cooper, e, guadagnatosi la fiducia di Harry, giunge, con difficoltà, ad individuare uno dei possibili anelli superiori della catena di malviventi, l’avvocato Barney Rodescu, fidanzato di Jojo. Harry viene perciò considerato un traditore dal resto della banda, e viene ucciso.
Hendricks, in seguito, con uno stratagemma e con l’aiuto di Glenda, riesce a far convenire in una residenza di campagna i due membri corrotti della commissione, insieme a Jojo e Rodescu, e ad altri membri dell’organizzazione criminosa, i quali, scoperta la vera identità dell’agente federale, vogliono eliminarlo. La polizia giunge appena in tempo a trarre in salvo Hendricks, ferito, e ad arrestare i criminali.